# Plan (Huesca)
Pour les articles homonymes, voir Plan.
Plan est une municipalité de la comarque de Sobrarbe, dans la province de Huesca, dans la communauté autonome d'Aragon en Espagne.

## Jumelage
- Esparros (France).